# Алюминийдипалладий
Алюмѝнийдипалла́дий (алюмини́д дипалла́дия) — бинарное неорганическое соединение, интерметаллид
палладия и алюминия
с формулой AlPd2,
кристаллы.

## Получение
- Сплавление стехиометрических количеств чистых веществ:

{\displaystyle {\mathsf {2Pd+Al\ {\xrightarrow {1418^{o}C}}\ Pd_{2}Al}}}

## Физические свойства
Алюминийдипалладий образует кристаллы ромбической сингонии, пространственная группа P nma, параметры ячейки a = 0,54291 нм, b = 0,40558 нм, c = 0,77711 нм, Z = 4, структура типа силицида дикобальта Co2Si.
Соединение конгруэнтно плавится при температуре 1418 °C.
Имеет широкую область гомогенности 65÷73 ат.% палладия.
Соединение устойчиво к воздействию водорода при комнатной температуре и при нагревании до 700 К.